# Seznam nemških geografov
Seznam nemških geografov.

## A
- Frank Anhert (1927-2017)

## B
- Martin Behaim

## D
- Erich von Drygalski

## G
- Johann Georg Gmelin
- Fritz Graebner
- August Grisebach
- Alfred Grund

## H
- Georg Hartmann
- Karl Haushofer
- Krystian Heffner?
- Alfred Hettner
- Johann Baptist Homann
- Alexander von Humboldt

## J
- Fritz Jaeger

## K
- Wladimir Peter Köppen

## O
- Erich Obst
- Adam Olearius

## P
- Albrecht Penck
- Walther Penck
- Josef Ponten

## R
- Friedrich Ratzel
- baron Ferdinand von Richthofen
- Carl Ritter
- Friedrich Gerhard Rohlfs (1831–1896)

## S
- Otto Schlüter

## V
- Bernhardus Varenius

## W
- Johann Eduard Wappäus
- Alfred Weber?

## Z
- Johann August Zeune